# Меканіксвілл (округ Скайлкілл, Пенсільванія)
Меканіксвілл (англ. Mechanicsville) — місто (англ. borough) в США, в окрузі Скайлкілл штату Пенсільванія. Населення — 461 особа (2020).

## Географія
Меканіксвілл розташований за координатами 40°41′27″ пн. ш. 76°10′50″ зх. д. / 40.69083° пн. ш. 76.18056° зх. д. (40.690826, -76.180687).  За даними Бюро перепису населення США в 2010 році місто мало площу 0,84 км², уся площа — суходіл.

## Демографія
Згідно з переписом 2010 року, у селищі мешкало 457 осіб у 191 домогосподарстві у складі 134 родин. Густота населення становила 542 особи/км².  Було 215 помешкань (255/км²).
Расовий склад населення:
| - 98,2 % — білих - 0,9 % — азіатів - 0,2 % — чорних або афроамериканців |

До двох чи більше рас належало 0,0 %. Частка іспаномовних становила 2,4 % від усіх жителів.
За віковим діапазоном населення розподілялося таким чином: 14,2 % — особи молодші 18 років, 66,3 % — особи у віці 18—64 років, 19,5 % — особи у віці 65 років та старші. Медіана віку мешканця становила 46,2 року. На 100 осіб жіночої статі у селищі припадало 96,1 чоловіків;  на 100 жінок у віці від 18 років та старших — 87,6 чоловіків також старших 18 років.
Середній дохід на одне домашнє господарство  становив 54 758 доларів США (медіана — 45 417), а середній дохід на одну сім'ю — 61 137 доларів (медіана — 56 250). Медіана доходів становила 41 429 доларів для чоловіків та 30 833 долари для жінок. За межею бідності перебувало 6,8 % осіб, у тому числі 15,5 % дітей у віці до 18 років та 0,0 % осіб у віці 65 років та старших.
Цивільне працевлаштоване населення становило 259 осіб. Основні галузі зайнятості: освіта, охорона здоров'я та соціальна допомога — 25,9 %, виробництво — 16,6 %, роздрібна торгівля — 15,1 %.